# Duncan, 4. Earl of Fife
Duncan, 4. Earl of Fife (auch Duncan Macduff, Earl of Fife, Duncan (II) Macduff oder Donnchad (II) Macduff) († 1204) war ein schottischer Magnat.

## Herkunft und Erbe
Duncan entstammte dem schottischen Clan MacDuff. Er war der älteste Sohn seines gleichnamigen Vaters Duncan, 3. Earl of Fife. Beim Tod seines Vaters 1154 war er noch minderjährig. Da sein Vater das Earldom Fife aber nach dem Feudalrecht als Lehen gehalten hatte, erhielt kein volljähriger Verwandter von ihm den Titel, wie es gemäß dem Tanistry-System bei den früheren Mormaers of Fife erfolgt wäre. Stattdessen wurde der junge Duncan Erbe der Besitzungen seines Vaters und des Titels Earl of Fife.

## Rolle als führender schottischer Magnat
1159 wird Duncan erstmals als Zeuge einer Urkunde genannt, doch es dauerte noch bis mindestens 1163, bis er die Stellung seines Vaters als führender schottischer Magnat erlangt hatte und als erster Zeuge einer königlichen Urkunde genannt wird. Danach konnte er offenbar seine Stellung und sein gutes Verhältnis zu den schottischen Königen beibehalten. Er gehörte zu den wenigen Earls, die sich häufig im Gefolge der Könige Malcolm IV. und Wilhelm I. aufhielten, und bezeugte regelmäßig königliche Urkunden. Als führender schottischer Magnat hatte er 1173 das Privileg, während einer königlichen Ratsversammlung als erster Adliger das Wort zu ergreifen. Gegen seinen Rat beschlossen die Adligen jedoch, die rebellierenden Söhne des englischen Königs Heinrich II. zu unterstützen. Dennoch führte Duncan in dem folgenden Krieg mit England ein Heer nach Northumbria. Durch die Gefangennahme von Wilhelm I. 1174 in der Schlacht von Alnwick und der folgenden Unterwerfung des Königs vor dem englischen König in York 1175 verloren die Schotten jedoch den Krieg. Duncan gehörte zu den Geiseln, die die Schotten zur Sicherung des Friedens stellen mussten. Als Belohnung für seine Dienste erhielt Duncan dennoch vom König Besitzungen im westlichen Lothian, unter anderem vor 1178 Strathleven. Daneben diente er von etwa 1172 bis 1199 als königlicher Richter für die Gebiete nördlich des Forth. Vermutlich war er dabei Oberrichter, dem weitere Richter wie Robert de Quincy oder Gille Brigte, 3. Earl of Strathearn unterstanden, weshalb er als erster bekannter Justiciar of Scotia gilt. Möglicherweise gehörte er auch dem königlichen Schatzamt an, das in den 1180er oder 1190er Jahren in Schottland begründet wurde.

## Nachkommen
Duncan war mit Ela (auch Hela) verheiratet, die möglicherweise eine Verwandte, vielleicht eine Nichte von König Malcolm IV. war. Mit ihr hatte er mindestens zwei Söhne:
- Malcolm, 5. Earl of Fife († um 1228)
- Duncan († vor 1228)

Sein Erbe wurde sein ältester Sohn Malcolm.